# Специальный корреспондент (телепрограмма)
«Специа́льный корреспонде́нт» — документальный цикл телепередач, выходивших на телеканале «Россия/Россия-1» с 8 сентября 2002 по 18 сентября 2017 года. С 20 сентября 2009 года трансляция фильмов также сопровождалась дискуссиями по теме.

## История

### Первый формат

Первая заставка программы (2002—2009) с портретами журналистов из первоначального творческого состава (Мамонтов, Хабаров, Грунский)

Идея программы принадлежит председателю ВГТРК Олегу Добродееву, в середине 2002 года предложившему нескольким журналистам, ранее работавшим в информационных программах телеканала НТВ, но затем в силу разных обстоятельств перешедшим на РТР, делать свои авторские документальные работы. Первоначальный состав «Специальных корреспондентов» включал в себя Аркадия Мамонтова, Александра Хабарова и Вячеслава Грунского. У каждого из трёх репортёров своя студия — «Авторская программа Александра Хабарова», «Авторская программа Аркадия Мамонтова» и «Авторская программа Вячеслава Грунского», состоявшая из собственных операторов, продюсеров, шеф-редакторов и режиссёров.
Дебют программы на телеканале «Россия» состоялся 8 сентября 2002 года под вступительной заставкой «Знать, что происходит, понять суть событий, увидеть своими глазами». Первый формат проекта, в котором он выходил на протяжении 7 лет (с сентября 2002 по июнь 2009 года) — рубрика, в рамках которой еженедельно показывались авторские работы трёх репортёров. Каждый выпуск передачи был посвящён актуальной теме или проблеме, существующей в современном обществе, посвящал зрительскую аудиторию в подробности наиболее значимых для страны и мира событий. Первый фильм, показанный в программе, — «Красная линия» Аркадия Мамонтова, о проблеме работорговли в России и Турции. В этот же период в рамках проекта прошли такие резонансные фильмы, как «Беззаконие: Дети» (продолжение цикла «Обратная сторона: Дети», шедшего на канале в 2001—2002 годах), «Шпионы», «Трансплантация», «Бархат. Ru», подготовленные Аркадием Мамонтовым.
Программы, подготовленные «Специальными корреспондентами», отличались друг от друга и по содержанию. Например, репортажи Хабарова и Грунского в первую эпоху существования проекта отличались от репортажей Мамонтова прежде всего тем, что в большинстве случаев они носили более светский, развлекательный характер. Тем не менее, за всё время работы в проекте, Хабаров и Грунский специализировались и на освещении событий в социальной и общественно-политической жизни страны. Первоначально каждый репортёр в проекте выходил со своей авторской работой в программе раз в три недели, а очерёдность их выхода была строгой: «Мамонтов—Хабаров—Грунский». В марте 2007 года впервые возникла ситуация, когда в передаче в течение нескольких недель подряд в эфир выходили только фильмы Аркадия Мамонтова, как премьеры, так и повторы недавних, вследствие чего прежняя многолетняя очерёдность была нарушена.
В июле 2008 года к работе над программой подключился Борис Соболев, а в 2009 году — Александр Рогаткин. Начиная с середины 2000-х годов, в программе на непостоянной основе, по одному разу, работали корреспонденты Андрей Медведев, Иван Кудрявцев, Сергей Пашков, Алексей Михалёв, Константин Сёмин, Александр Сладков, Александр Минаков, Дмитрий Кайстро (несколько раз). В таких выпусках из заставки программы убирались портреты Мамонтова, Хабарова и Грунского.
В августе 2009 года из программы и с канала «Россия» уходит корреспондент Вячеслав Грунский, впоследствии переехавший на постоянное место жительства в США. В это же время Александр Хабаров перешёл на должность собственного корреспондента «Вестей» в Великобритании.

### Второй формат
С 20 сентября 2009 по 25 декабря 2011 года передачу вела Мария Ситтель, которая вместе с приглашёнными экспертами в студии обсуждала репортажи «Специальных корреспондентов». В это время постоянными авторами проекта были Аркадий Мамонтов, Борис Соболев и Александр Рогаткин. Кроме того, с этого же времени в цикле стали чаще появляться документальные работы других корреспондентов канала (Александр Карпов, Максим Киселёв, Андрей Медведев, Константин Сёмин, Михаил Солодовников, Дмитрий Кайстро). Постоянные «Специальные корреспонденты» программы также принимали участие в дискуссии, периодически включаясь из аппаратной, позже — из отдельной студии или же в качестве одного из приглашённых экспертов. Первая работа, показанная в обновлённом цикле, — «Прививка от конца света» авторства Александра Рогаткина, она была посвящена распространению свиного гриппа.
Некоторые репортажи Мамонтова, внепланово поставленные в сетку вещания, продолжали выходить в старом формате «Специального корреспондента» — без студии и дискуссий, с титрами, стилизованными строго под оформление фильма, а не передачи (как это и было до 2009 года). Без дискуссии также вышли фильм Михаила Солодовникова «Гений» о Стиве Джобсе осенью 2011 года, «Страна героев-2» Бориса Соболева в декабре 2011 года и «Шпионский камень» Аркадия Мамонтова — 22 января 2012 года. Фильм Мамонтова, вышедший ровно шесть лет спустя после первоисточника, и стал последним показанным в программе перед её отпуском.
С января по март 2012 года программа была в отпуске в связи с проведением президентских выборов. Помимо «Специального корреспондента», в отпуск были отправлены и другие разговорные программы общественно-политического характера. Хотя, в период проведения предвыборных кампаний 2004 и 2008 года программа, как и другие передачи общественно-политического блока, продолжала выходить в нормальном режиме.

### Третий формат
С 20 марта 2012 года программа «Специальный корреспондент» выходит в новом формате и с новым ведущим. Вместо Марии Ситтель программу и обсуждение фильмов в большой студии (с наличием большего числа экспертов, а также зрителей) стал вести Аркадий Мамонтов. Его фильм «Богатые. Максимум потребления» стал первым, который был показан в рамках третьего формата.
Кроме того, в начале 2012 года руководитель ВГТРК Олег Добродеев принял решение об открытии новой студии программы «Специальный корреспондент» во главе с корреспондентом федеральных «Вестей», Александром Бузаладзе. Таким образом, в 2012—2014 годах постоянными авторами проекта были Аркадий Мамонтов, Александр Рогаткин и Александр Бузаладзе. Несколько раз сюжеты делали Евгений Попов и Константин Сёмин.
С сентября 2014 по июль 2016 года программу и обсуждения в студии после демонстрации фильма вместо Аркадия Мамонтова вёл Евгений Попов. Примерно с этого же момента ведущий и гости в студии начали обсуждать несколько подготовленных репортажей за одну передачу.
Изначально, как и во втором формате, дискуссия в студии выходила в предварительно совершённой записи. С 26 марта 2013 года программа стала транслироваться в прямом эфире на Дальний Восток, а в остальных регионах, несмотря на наличие пометки «Прямой эфир» на экране, выходила в записи.

### Четвёртый формат
С 5 сентября 2016 года программа стала более приближена к своему классическому формату. Теперь это вновь рубрика, в которой транслируются документальные фильмы авторского коллектива программы, а также корреспондентов ВГТРК. Дискуссии по теме фильмов в студии были упразднены, в то время как Евгений Попов стал ведущим нового ток-шоу «60 минут». Первую работу в рамках данного формата представил Андрей Медведев. Был показан фильм, снятый к 15-летию со дня терактов 11 сентября 2001 года.
24 октября 2016 года был показан фильм Аркадия Мамонтова «Оружие возмездия», рассказывающий о ракетном комплексе «Искандер», после чего по неизвестным причинам регулярный выход «Специального корреспондента» был прекращён. Впоследствии документальные фильмы Мамонтова и других журналистов ВГТРК выходили на телеканале «Россия-24» (реже на «России-1») как самостоятельные проекты.

### Пятый формат
6 марта 2017 года выход передачи был возобновлён в прежнем формате обсуждения документальных фильмов в студии. Программа была добавлена в сетку вещания телеканала внепланово, вместо передачи «Вечер с Владимиром Соловьёвым». Ведущим стал корреспондент ВГТРК Андрей Медведев. Как и прежде, программа транслировалась на все часовые пояса в записи с пометкой «прямой эфир». Первой работой, которая была показана в рамках пятого формата, стал фильм Александра Рогаткина «Свой — чужой» о русских, воюющих на стороне националистов в Донбассе.
18 сентября 2017 года вышел фильм Александра Сладкова «Террор против своих» о деятельности Службы безопасности и Главного управления разведки Минобороны Украины на территории Донбасса. Уже на следующей неделе таймслот программы в понедельник занял специальный выпуск «Вечера с Владимиром Соловьёвым» об итогах парламентских выборов в Германии. В дальнейшем выход «Специального корреспондента» был прекращён окончательно по неизвестным причинам, а 30 марта 2018 года передача была убрана из списка «Передачи текущего сезона» на сайте канала «Россия-1».
С февраля 2018 по январь 2019 года на канале «Россия-24» Андрей Медведев и эксперты также обсуждали документальные фильмы в студии, но фильмы при этом выходили как отдельные проекты.

## Время выхода в эфир
- В 2002—2009 годах программа выходила в эфир по воскресеньям вечером сразу же после программы «Вести недели», реже — предваряя её.
- В 2009—2012 годах передача выходила в ночь с воскресенья на понедельник в плавающем графике (22:45-23:50).
- В 2012—2014 годах — во вторник вечером примерно в этом же таймслоте, в случае крайней необходимости программа выходила в 21:00 по будням.
- С января 2015 по июль 2016 года программа выходила по средам вечером.
- С 5 сентября по 24 октября 2016 и с 6 марта по 18 сентября 2017 года программа выходила в ночь с понедельника на вторник в плавающем графике (23:00-0:00).

## Награды
2003 год — премия «Лавровая ветвь» за репортаж Вячеслава Грунского «Солдаты удачи».
2004 год — первый приз фестиваля «Закон и общество» в номинации «Терроризм — угроза миру» за фильм Аркадия Мамонтова «Чёрная зона».
2005 год — первый приз фильму Вячеслава Грунского «Лицензия на убийство», представленный в номинации «Война и мир» на Международном фестивале детективных фильмов и телепрограмм правоохранительной тематики «Закон и общество».
2005 год — премия ТЭФИ за программу Александра Хабарова «Ловцы душ».
2011 год — премия всероссийского конкурса «СМИ против коррупции» в номинации «Лучший телефильм» награждён фильм Бориса Соболева «Область повышенного казнокрадства», а сам Соболев отмечен как «Лучший автор».

## Резонансные эпизоды

### «Шпионский камень»
Широкий общественный резонанс в обществе вызвал показанный в рамках этой программы 22 января 2006 года небольшой сюжет авторства Аркадия Мамонтова «Шпионы». В передаче Мамонтов рассказывал зрителям о специальном приборе, замаскированном под обычный камень в одном из скверов Москвы, с помощью которого сотрудники английской секретной разведывательной службы выполняли обмен информацией со своими агентами. Также в сюжете рассказывалось об операции российских спецслужб, в ходе проведения которой и был выявлен данный объект. Далее автор рассказывает о том, что один из сотрудников английской разведслужбы Марк Доу, работавший под дипломатическим прикрытием, выполнял также роль координатора фонда глобальных возможностей при Министерстве иностранных дел Великобритании, через который финансировалась деятельность некоторых неправительственных российских организаций. Сюжет Мамонтова подвергся резкой критике со стороны Юлии Латыниной и бывших коллег репортёра по старому НТВ. Сам Мамонтов по этому поводу сказал:

«Могу поручиться за каждое слово в этой передаче, потому что там всё подтверждено фактами. И «хитрый камень», и кадры оперативной съёмки, и платёжки, доказывающие финансирование англичанами некоторых наших неправительственных организаций<…>. Что ж обижаться, если им платил деньги иностранный разведчик… А что ещё глубоко мною уважаемая госпожа Алексеева может сказать при таких обстоятельствах? Она защищает свою организацию, свою репутацию. Я же эти платёжки видел лично».
Изначально на телеканале «Россия» долго не могли определиться, с каким фильмом должна была выйти передача «Специальный корреспондент» 22 января 2006 года. Среди двух возможных тем рассматривались «Гражданство: часть 2-я» (о трудностях получения гражданства России) и «Холода» (о недавних крещенских морозах в Москве). Фильм не анонсировался в межпрограммном пространстве канала, короткий анонс прозвучал только в эфире программы «Вести недели» с Сергеем Брилёвым: «Сразу после нас смотрите авторскую программу Аркадия Мамонтова с подробностями об очередной операции наших спецслужб». После чего в эфир пошёл фильм «Шпионы».
В 2012 году на BBC вышла документальная лента «Путин, Россия и Запад», в которой бывший глава канцелярии премьера Британии Тони Блэра Джонатан Пауэлл фактически признал, что история со «шпионским камнем« в Москве была реальной.

### Обсуждение делаPussy Riot
24 апреля 2012 года в данной программе был показан фильм «Провокаторы», посвящённый группе Pussy Riot. В этом фильме Мамонтов выражает мнение, что «акции „Pussy Riot“ были тщательно спланированными и их целью было оскорбление чувств верующих и дестабилизация общества». Приводятся параллели акции «Pussy Riot» в Храме Христа Спасителя с письмом Бориса Березовского Патриарху Кириллу. В фильм вошли также фрагменты интервью с главой российского отделения Amnesty International Сергеем Никитиным, который объяснил, почему девушки были признаны узниками совести, которого господин Мамонтов заочно обвинил его во лжи. Поддержку «Pussy Riot» со стороны ряда общественных деятелей, в частности, оппозиционера Алексея Навального, автор фильма объяснил тем, что он действует под влиянием и с финансовой помощью Бориса Березовского и Станислава Белковского.
По мнению Елизаветы Сургановой из Ленты.ру, фильм был снят крайне необъективно, и вообще объективное освещение данных событий Мамонтова практически не интересует, вместо этого девушки сравниваются с дьяволом, одни факты осторожно убираются из поля зрения, зато на других делается особенный акцент. Так, акция «Pussy Riot» авторами фильма не считается политической, а трактуется как направленная исключительно на оскорбление чувств верующих. При этом тезис о заговоре, в который якобы вовлечена группа, развивает известный своими конспирологическими теориями публицист Николай Стариков. В развернувшейся после фильма дискуссии не нашлось никого, кто бы смотрел на ситуацию спокойно и объективно. Впрочем, делает вывод журналист «Ленты», репутация идеологически ангажированного автора у Мамонтова уже давно. А главная цель его фильма: государство по-прежнему готово мириться со многим, включая коррупцию на государственном уровне, низкий социальный уровень жизни граждан и попрание законов, но не готово терпеть критику в свой адрес, если она ломает идеологические конструкции, которые государство, в том числе с помощью церкви, возвело для защиты «стабильности». А значит, на снисхождение со стороны государства девушки, арестованные за акцию в храме Христа Спасителя, могут не рассчитывать.
11 сентября 2012 года в этой же программе был показан фильм «Провокаторы 2», посвящённый приговору группе «Pussy Riot» и последствиям. При этом Мамонтов назвал фильм «ударом по либералам». В фильме он утверждал, что акция была заранее спланирована и организована против церкви, против общества и России в целом и что к этой акции прямо или косвенно причастен Борис Березовский. Одним из доказательств были объявлены слова руководителя общественной организации «Преображение» некого Алексея Вишняка. Кроме того, в фильме он связал приезд Мадонны с концертом в Россию с попыткой воздействовать на приговор девушкам. Её он также назвал провокаторшей и скандалисткой.
При этом второй фильм стал более обсуждаем, чем первый. 13 сентября 2012 года Леонид Гозман в программе «Поединок» вызвал Мамонтова на теледуэль, где подверг критике его фильм, обвинив Мамонтова в подделке показанных в нём доказательств. Кроме того, он сообщил, что главный свидетель Мамонтова, Вишняк в прошлом был судим за убийство своих родителей и признан невменяемым. Несмотря на напряженный ход обсуждения, программа закончилась спокойно, и Гозман с Мамонтовым даже пожали в конце друг другу руки.
Андрей Кураев также раскритиковал фильм, в ответ на это Мамонтов обвинил его в предвзятости. На это протодиакон ответил:

«Кто-то из двух лжет: или государственный телеканал «Россия-1» устами Мамонтова, или президент Владимир Путин. Путин высказывается всё время о том, что у России нет врагов, только партнёры в разных частях света, о том, что мы интегрируемся в общую глобальную семью. А государственный телеканал совершенно в духе хрущёвских или брежневских времен проводит идеологию осаждённой крепости: кругом враги, шпионы и так далее. Мало того, такие фильмы не дают утихнуть этому скандалу»
По мнению Елизаветы Сургановой из Ленты.ру, Аркадий Мамонтов перестал быть рупором российской власти, а стал проводником идей наиболее реакционной части российского общества.
16 октября 2012 года в эфир программы вышел фильм «Провокаторы 3», посвящённый тем, «кто и как хотел заработать на богомерзкой акции в храме». По версии автора, за шумихой вокруг акции и процесса стояли Петр Верзилов и адвокаты участниц панк-группы. В ходе программы были показаны записи поездок Верзилова в США и его выступления в правозащитных организациях и интервью западным СМИ. Далее господин Мамонтов переключился на адвокатов Pussy Riot, которые по его мнению «очень своеобразно» защищали девушек, пытаясь придать делу политизированность и скандальность. В качестве экспертов в программе выступили адвокаты потерпевших — Лев Лялин и Алексей Таратухин.
После выхода фильма, Аркадий Мамонтов был обвинён в грубом нарушении профессиональных и этических норм. Обвинителем выступили создатели документального фильма «Срок», обнаружившие в творении сотрудника государственного телеканала видеоматериалы проекта, подвергнувшиеся серьёзному монтажу, а также использовании материалов проекта в количестве, превышающем допустимое при цитировании. При использовании кадров из проекта «Срок» на верхней границе телеэкрана был использован титр. Он был малозаметен. Разрешения на использование этих кадров Мамонтов не получал. Создатели проекта начали консультации с адвокатами по поводу подачи судебного иска за незаконное использование их материала.
Специальный корреспондент издательского дома «Коммерсантъ» Арина Бородина отметила, что сейчас стартовал новый этап в отношениях между телевидением и властью, и не удивилась бы появлению уголовных дел против Петра Верзилова и сторонников внесистемной оппозиции. Рейтинг данного фильма был гораздо ниже, чем при предыдущих показах. А Жанна Ульянова из Газеты.ру отметила, что например Петру Верзилову в вину ставится хорошее знание английского языка, а инициатором развязывания провокаций в России объявляется английский художник Бэнкси.
За создание цикла фильмов Провокаторы и дальнейшее их обсуждение в прямом эфире, Аркадий Мамонтов попал в список номинантов в категории «Тролль года» в голосовании, проводимом на сайте Colta.ru.

### Сюжеты о пропагандегомосексуализма
В ноябре 2013 года в эфире программы прошёл сюжет Александра Бузаладзе «Лицеgеи», авторы которого утверждали, что «Европа якобы угрожает России гей-революцией, устраивая в нашей стране протестные движения под видом притеснения лиц с нетрадиционной сексуальной ориентацией». В конце эфира передачи Мамонтов обратился к тексту Священного Писания и вспомнил про города Содом и Гоморру, упомянув о том, что «на эти города обрушился дождь из огненной лавы за развратный образ жизни». Мамонтов счёл это «предупреждением нам всем, что надо сохранять семью, традиции, традиционную любовь, иначе прилетит не только челябинский метеорит, а что-нибудь побольше».
В вышедшей в эфир 28 ноября 2014 года программе «Специальный корреспондент» (уже с ведущим Евгением Поповым) для демонстрации «аморальности» западных ценностей в области воспитания детей был использован видеоматериал с изображением обнажённых мужчин. При этом в кадре российского эфира звучал вопрос: «Должна ли детская комната выглядеть таким образом?» 2 декабря 2014 года стало известно, что компания Fathead (США) объявила о намерении судиться с телеканалом «Россия-1», так как на самом деле в оригинале данного видеоролика использовалось изображение монстр-трака.

### «Эффект Браудера»
13 апреля 2016 года в рамках данной передачи был показан сюжет Евгения Попова «Эффект Браудера». Согласно фильму, российский политик Алексей Навальный с 2007 года сотрудничал с основателем Hermitage Capital Уильямом Браудером в рамках операции «Дрожь» по подрыву конституционного строя в России, которая была разработана ЦРУ ещё в 1986 году. СМИ обратили на ряд странностей, часть из которых была исправлена журналистами ВГТРК: переписка сотрудников иностранных спецслужб на английском языке имела орфографические и грамматические ошибки, один из документов подписан уже ушедшим к тому времени сотрудником спецслужб, в переписке есть ответы на вопросы, заданные через несколько лет спустя, голоса Ильи Пономарёва и Навального из аудиозаписи не соответствуют этим политикам (или их невозможно опознать)). Сам Навальный, оценивший содержание фильма как выдумку, пообещал подать в суд на Дмитрия Киселёва и Евгения Попова по статье «клевета», а также направил в ФСБ запрос с просьбой изъять и проверить на подлинность материалы, которые стали основой фильма Евгения Попова.